# BaBar (experimento)
BaBar es un experimento de física de partículas llevado a cabo en el Laboratorio Nacional de Aceleradores SLAC entre 1999 y 2008. Su propósito primordial era investigar las diferencias entre materia y antimateria que causan la predominancia de la materia en el universo conocido. Los datos obtenidos sirvieron para confirmar la predicciones teóricas de Makoto Kobayashi y Toshihide Maskawa  por las que recibieron la mitad del Premio Nobel de Física en 2008.  El experimento también ha permitido explorar otras cuestiones de importancia sobre las propiedades de las partículas fundamentales y las interacciones entre ellas y poner a prueba otras teorías sobre la naturaleza del universo. A fecha de enero de 2016, los datos recogidos durante el experimento aún se están analizando.

## Historia
La existencia de una asimetría entre la materia y la antimateria era conocida desde que se descubrió que la partícula conocida como el kaón neutral K0 presentaba un comportamiento diferente al de su antipartícula K̄0. Sin embargo esas observaciones no explicaban la predominancia de la materia sobre la antimateria, un problema relacionado con la violación de la simetría CP que no podía explicarse en el contexto del modelo estándar de física de partículas. Una posible solución a este problema pasaba por investigar asimetrías similarles en los mesones B, donde, según las predicciones teóricas, el efecto sería más pronunciado que en los kaones.
Para realizar estos experimentos, era necesario producir millones de mesones B para poder estudiar un número lo suficientemente alto de desintegraciones en las llamadas B-Factories (fábricas B), colisionadores de electrones y positrones especialmente diseñados para este propósito. Uno de ellos se construyó en KEK, centro de investigación situado en Tsukuba, Japón, para alojar el experimento Belle. Un segundo acelerador, PEP-II, en el entonces llamado Centro del Acelerador Lineal de Stanford (SLAC) en California, Estados Unidos, fue la base de BaBar. El nombre «BaBar», inspirado por el personaje de cuentos infantiles ilustrados Babar, proviene de los objetos de estudio, los mesones B y su antipartícula B̄, cuyo nombre se lee en idioma inglés como B-bar. El diseño de PEP-II se aprobó en 1993 y la construcción del acelerador comenzó en 1994. Este mismo año se publicó el documento con la descripción detallada de los objetivos científicos y el detector del experimento. Las primeras colisiones de partículas tuvieron lugar en julio de 1998 y el detector se instaló en mayo de 1999. El experimento produjo datos hasta el 7 de abril de 2008.
El cese de operaciones del acelerador no supuso el fin de la colaboración, puesto que se preveía que el reanálisis de los datos con nuevos y más potentes programas y computadoras ofrecería nuevos resultados. A finales de 2012, se aceptó para la publicación el 500.º artículo científico resultante del experimento. Durante el mismo año se hicieron planes para preservar los datos del experimento hasta al menos 2018.

## Instrumentación

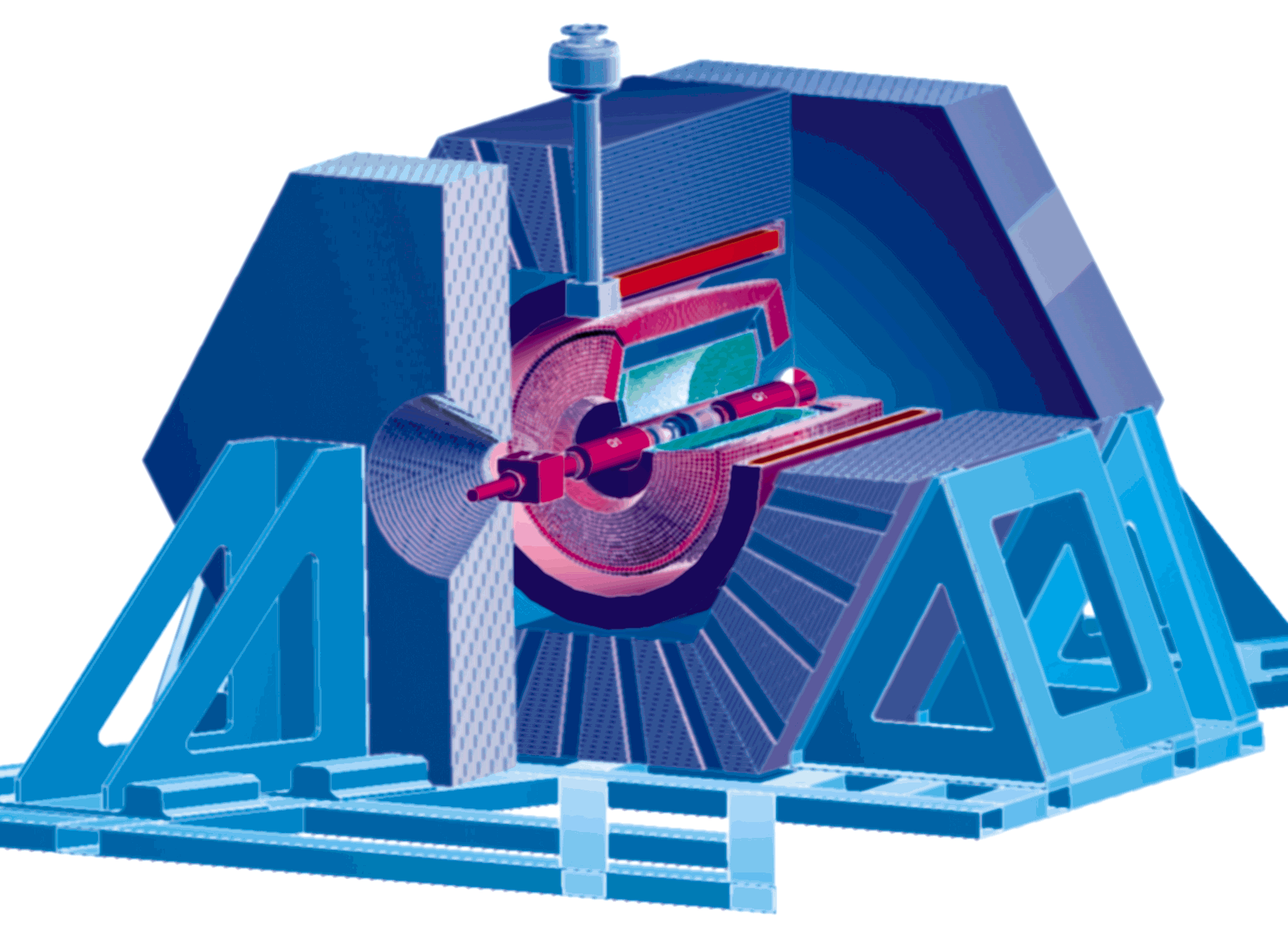
Diagrama del detector

El experimento utilizaba dos haces de partículas del anillo de almacenamiento PEP-II: un haz de electrones de 9 GeV y un haz de positrones de 3,1 GeV que colisionaban en el centro del detector. La energía del haz se ajustaba de modo que la energía en el centro de masa de referencia correspondiera a la masa del mesón ϒ(4S), lo suficientemente pesado como para desintegrarse en un par B-B̄. La asimetría en energía permitía medir la diferencia de vida de los mesones B por la diferencia en sus trayectorias antes de la desintegración. El detector era un instrumento cilíndrico compuesto de varias capas:
- Un detector de vértices compuesto de cinco capas de silicio de doble cara para grabar una trayectografía precisa de las trazas de partículas cargadas cerca del vértice de colisión.

- Una cámara de deriva (DCH) de hilo, con 40 capas de celdas, completaba la grabación de la trayectoria y proporcionaba una medida aproximada del momento de la partícula.

- Un detector de radiación Cherenkov,  que constaba de 144 varillas finas de cuarzo dispuestas cilíndricamente. La radiación Cherenkov se emite en el material a un ángulo que depende de la velocidad de la partícula cargada, y por lo tanto, para un pulso dado, la masa, prestando de este modo la posibilidad de identificación del tipo de partícula. Los fotones se propagan a lo largo de las varillas por reflexión interna total, lo que preserva el ángulo de emisión. A continuación la luz viajaba una distancia de aproximadamente un metro en un tanque de agua ultrapura y finalmente era detectada por un fotomultiplicador.

- Un calorímetro electromagnético (CEM) compuesto de cristales centelleadores, en los que los electrones y los fotones generados durante el evento depositaban la mayor parte de su energía, que era así medida.

- Un electroimán, solenoide superconductor que generaba un campo magnético de 1,5 T. El campo electromagnético del instrumento curva la trayectoria de las trazas, lo que permite la medida del momento de la partícula.

- Un IFR, formado por una gruesa capa de canales de hierro que transportaban el flujo magnético fuera del imán, intercalados con detectores de partículas para detectar los hadrones. Solo los muones pueden pasar a través de un IFR sin dejar rastro, siendo así identificados.

## Resultados
En julio de 2001, se anunció que BaBar había confirmado la violación de la paridad CP en los mesones, tal y como predecía la teoría. Apenas tres semanas más tarde, Belle confirmó este resultado, publicado en la revista Physical Review Letters el 27 de agosto del mismo año. En 2004, los colaboradores del experimento publicaron datos que demostraban una diferencia de aproximadamente 13 % entre el números de desintegraciones entre los mesones B y anti-B. Tras 2008, los colaboradores de SLAC continuaron investigando la asimetría entre materia y antimateria y, en 2011 encontraron diferencias mayores que la predichas por el modelo estándar entre la desintegración del tauón y su antipartícula.
BaBar también sirvió para descubrir nuevas partículas subatómicas, como el mesón Ds (2317),, Y(4260), una partícula perteneciente a la familia de mesones ψ, caracterizadas por tener un quark encanto y su respectiva antipartícula, cuyo hallazgo en 2005 se confirmó en 2006. y el quarkonio de mínima energía compuesto por un quark fondo y su antipartícula anti-fondo (conocido como «bottomium») cuyo descubrimiento se hizo público en 2008.
Babar también ha contribuido al desarrollo de nuevas teorías mediante la búsqueda en sus datos de evidencia de la existencia de diversas partículas. En 2011, se publicó el hallazgo de un exceso de desintegraciones de mesones B en tauones respecto a las predicciones del modelo estándar, resultado que puede explicarse por la existencia de un bosón de Higgs con carga. En 2012, la colaboración intentó buscar indicios de los hipotéticos bosón de Higgs y fotón «oscuros» sin éxito; en 2014 publicaron los resultados igualmente negativos de un análisis posterior que incluía un rango más amplio de masas. No obstante, estos estudios fijaron cotas para el valor de los parámetros de dichas partículas oscuras, lo que es útil para desarrollar el modelo estándar para explicar este tipo de materia.